# Kasteel van Modave
Het kasteel van Modave (Frans: Château de Modave), ook Château des Comtes de Marchin, is een kasteel nabij Modave in de Belgische provincie Luik. Het kasteel ligt op een rotspunt, 60 meter boven de vallei van de Hoyoux, in een natuurgebied van 450 hectare.
Het kasteel werd in de middeleeuwen gebouwd en in het midden van de 17e eeuw gedeeltelijk verwoest. Het verkreeg een klassieke gevel gedurende de restauratie in het midden van de 17e eeuw. 
Van de 13e tot en met de 16e eeuw was het kasteel in bezit van de heer van Modave. Hierna kwam het eigendomsrecht in handen van de families Haultepenne en Saint-Fontaine. Amper een eeuw later werd Jean-Gaspard Ferdinand de Marchin, een Frans bevelhebber, eigenaar van het kasteel. Zijn zoon, Ferdinand de Marsin, verwierp het eigendomsrecht en verhuisde naar Frankrijk.
Latere eigenaars waren respectievelijk:
- Maximiliaan Hendrik van Beieren (1682-1684)
- Willem Egon van Fürstenberg (1684-1706)
- Arnold de Ville (1706-1772)
- de hertogen van Montmorency (1772-1817)

Volgens een onbevestigd verhaal had Anne-Léon II, hertog van Montmorency, het kasteel voorgesteld als uitwijkplaats voor Lodewijk XVI, toen deze in 1791 Parijs ontvluchtte vanwege de Franse Revolutie. Door zijn aanhouding in Varennes kwam van dit plan echter niets terecht.
Prominent aanwezig in de decoratie van het kasteel is het stucwerk van Jan Hansche. In het kasteel is een maquette te zien van de machine van Marly die ontwikkeld werd door Rennequin Sualem.
In 1941 kocht de Brusselse Intercommunale Watermaatschappij (sinds 2006 Vivaqua) het domein om de waterconstructies op het domein te beschermen en als waterwinningsgebied om onder meer Brussel te voorzien van drinkwater.

## Galerij

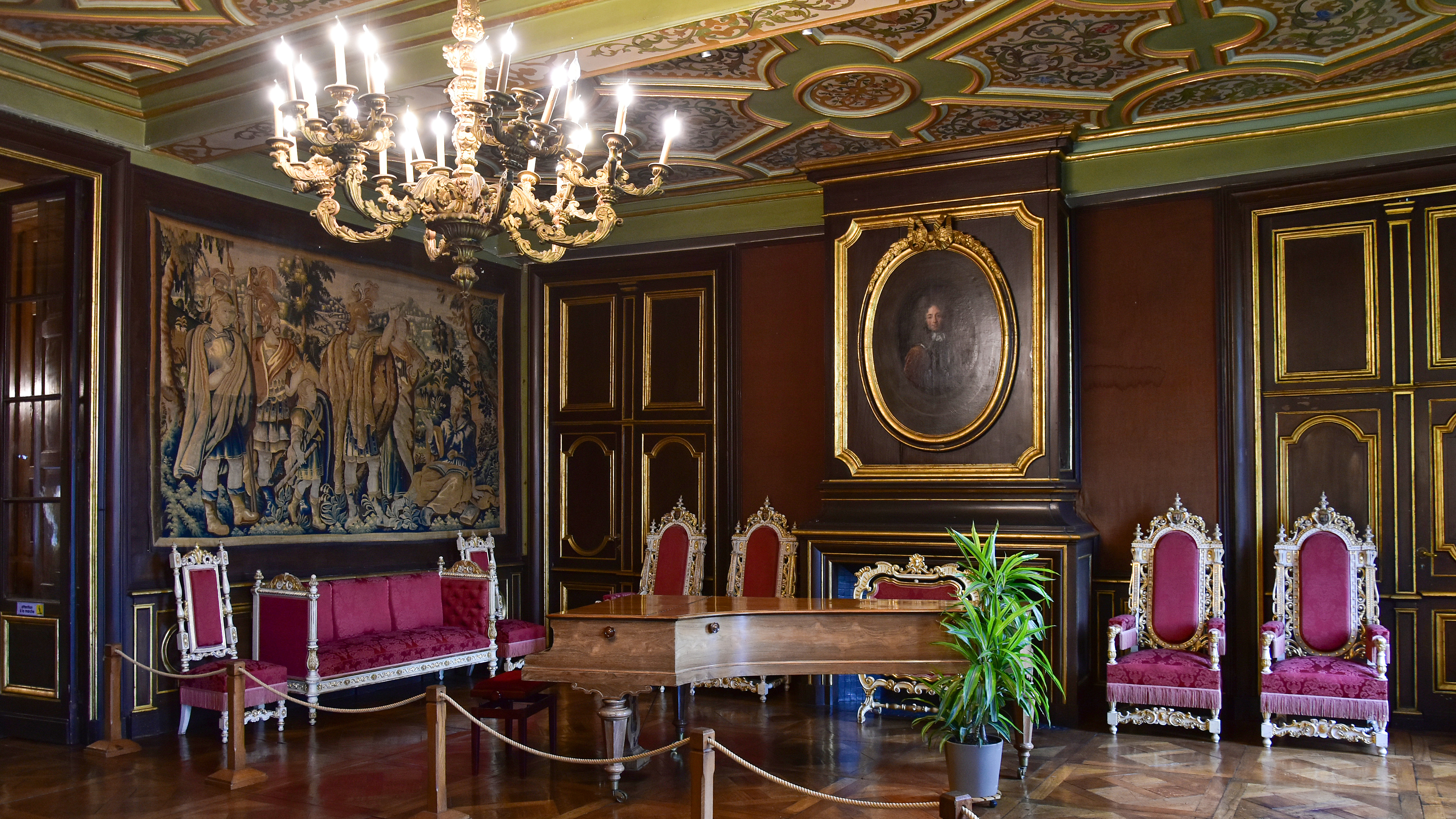
De muziekkamer
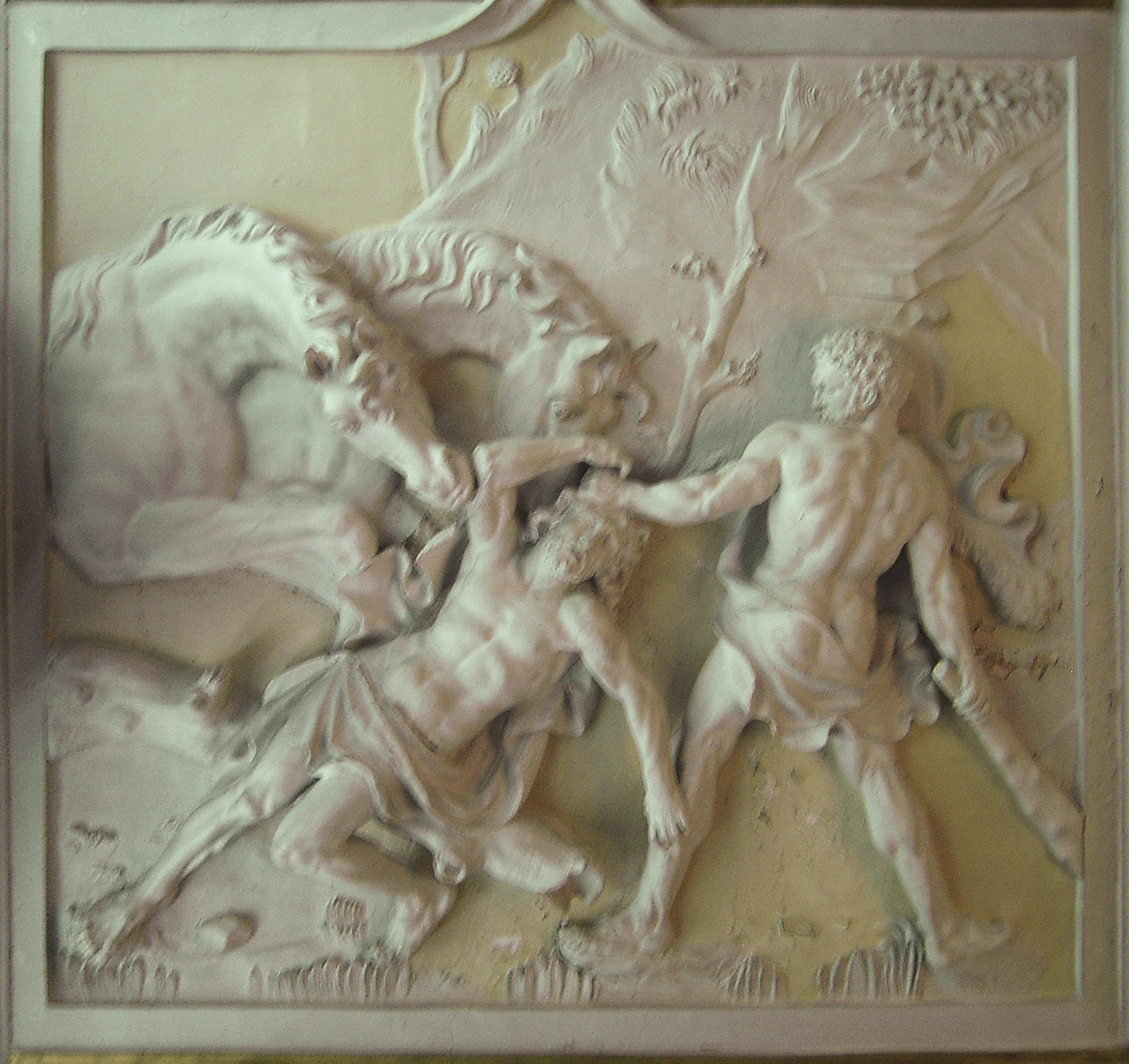
Scène uit het leven van Hercules op het plafond van het Salon des Gobelins door Hansche
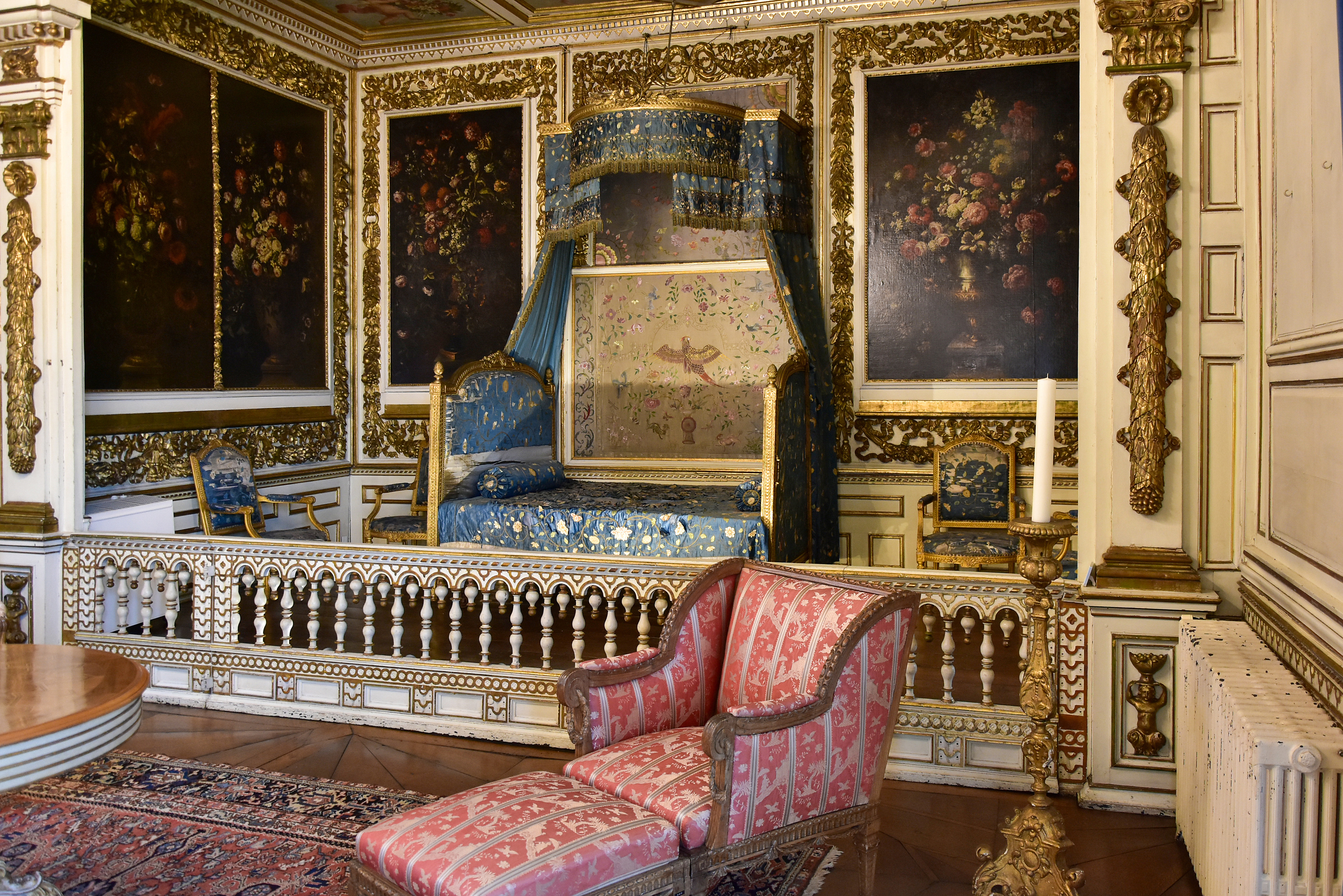
Een slaapkamer
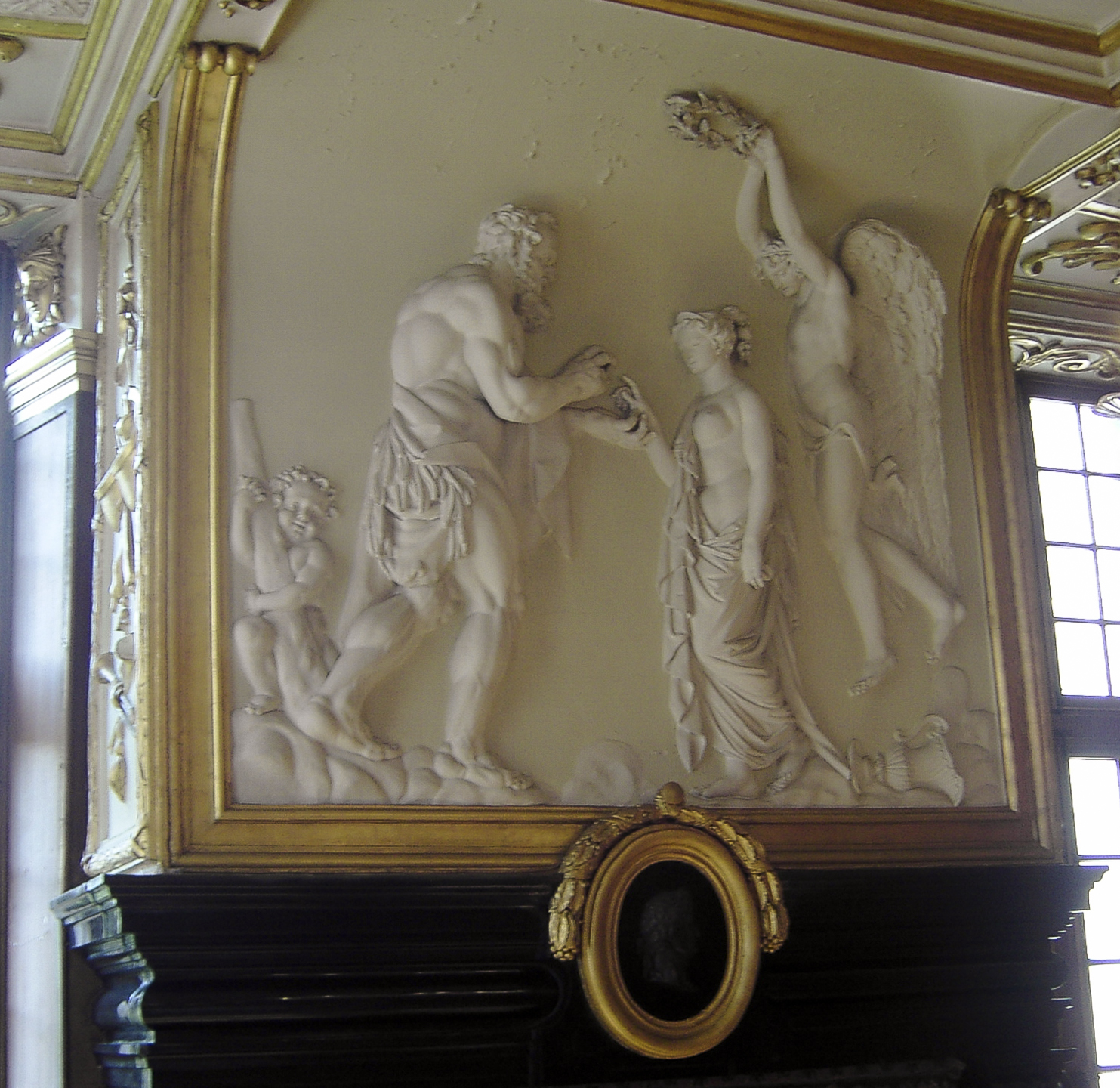
Huwelijk van Hercules op de schoorsteenmantel van het Salon d'Hercule door Hansche
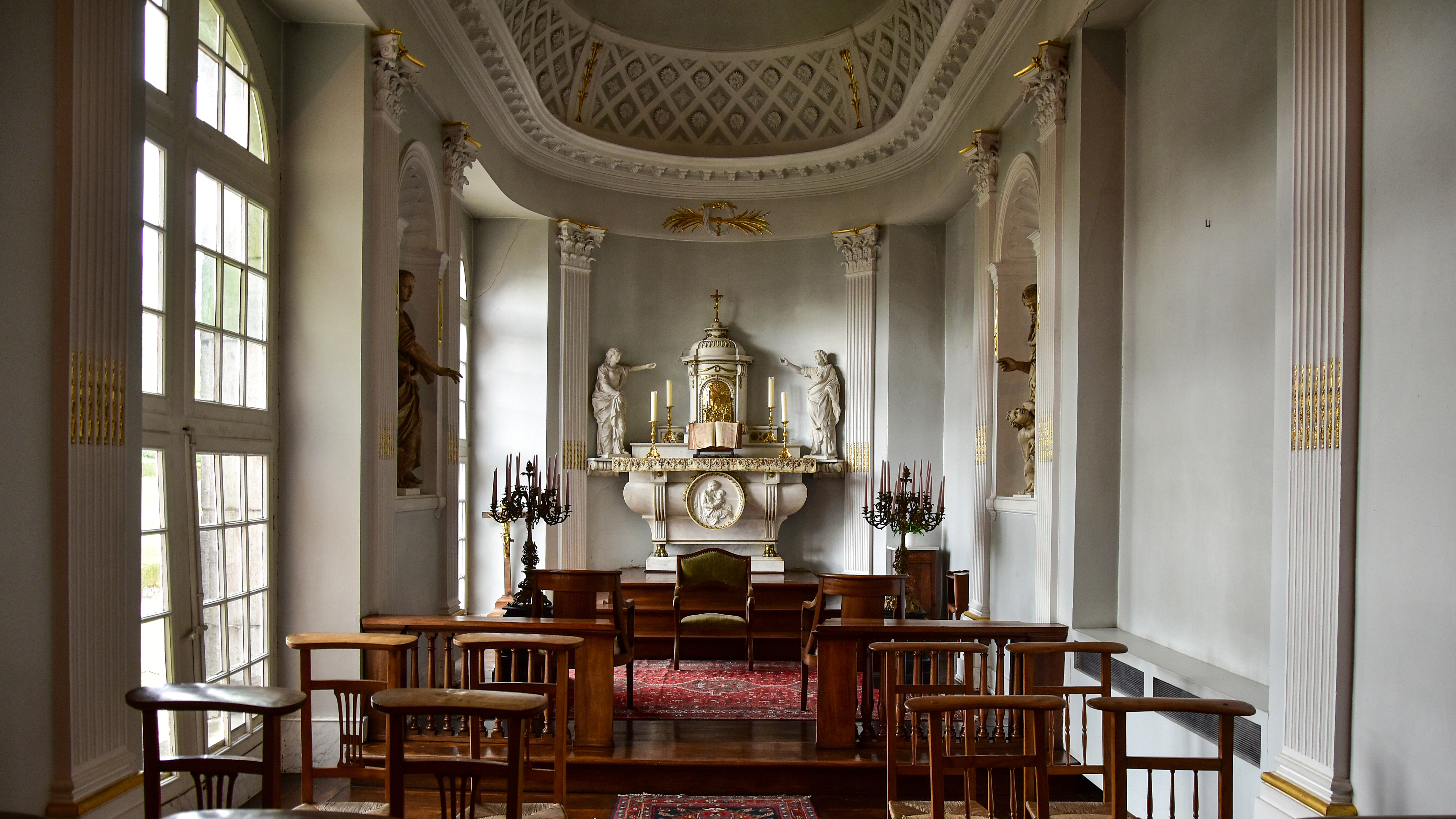
De kapel